# Гутьеррес, Хавьер
Хавье́р Гутье́ррес А́льварес (исп. Javier Gutiérrez Álvarez; род. 17 января 1971, Lluanco / Luanco, Астурия) — испанский актёр.

## Биография
Дебютировал в кино в 2002 году, снявшись в фильме «Другая сторона постели». За главную роль в фильме «Миниатюрный остров» 2014 года получил премию «Гойя» за лучшую мужскую роль. В 2015 году снялся в фильме «Кредо убийцы» по одноимённой игре Ubisoft. Во второй раз Гутьеррес получил премию «Гойя» в 2018 году за роль в фильме «Автор».

## Избранная фильмография
| Год  |   | Русское название       | Оригинальное название    | Роль                    |
| ---- | - | ---------------------- | ------------------------ | ----------------------- |
| 2002 | ф | Другая сторона постели | El otro lado de la cama  | Фернандо                |
| 2004 | ф | Идеальное преступление | Crimen ferpecto          | Хайме                   |
| 2005 | ф | Торренте 3: Защитник   | Torrente 3: El protector | Солис                   |
| 2014 | ф | Миниатюрный остров     | La isla mínima           | Хуан Роблес             |
| 2015 | ф | Незнакомец             | El desconocido           | Лукас                   |
| 2016 | ф | Кредо убийцы           | Assassin’s Creed         | Томас де Торквемада     |
| 2016 | ф | Олива                  | El olivo                 | Алькачофа               |
| 2017 | ф | Автор                  | El autor                 | Альваро                 |
| 2018 | ф | Чемпионы               | Campeones                | Марко                   |
| 2018 | ф | Во время грозы         | Durante la tormenta      | Анхель                  |
| 2022 | ф | Завтра это сегодня     | Mañana es hoy            | Хосе Луис «Пепе» Гаспар |
| 2024 | ф | Подземная бездна       | Estación Rocafort        | Роман                   |